# Круталевич, Александр Прохорович
Александр Прохорович Круталевич (1894-24.11.1937) (бел. Аляксандр Прохаравіч Круталевіч) — советский белорусский спортсмен (русские шашки), шашечный деятель, математик, преподаватель высшей школы, учитель. Участник I Чемпионата СССР по русским шашкам. В 1924—1936 гг. работал в БГУ, с 1919 на преподавательской работе в средних учебных заведениях г. Минска. Член Белорусской научно-терминологической комиссии (с 1921 г.).
Был знаком с Давыдом Ивановичем Саргиным, сохранил часть архива шашечного историка, записал воспоминания.
В 1937 году Александр репрессирован. Внесен в "Сталинские списки" по Белоруссии от 01.11.1937 (РГАСПИ, ф.17, оп.171, дело 412, лист 148), приговорен ВК ВС СССР 24.11.1937 к расстрелу, расстрелян в тот же день.

## Образование
Окончил Московский университет (1919).

## Семья
Брат — Борис тоже шашист, мастер спорта, участник I Чемпионата СССР по русским шашкам
Дядя — А. В. Рокитницкий, мастер спорта по шашкам.

## Тривия
Автор некролога о  смерти Д. И. Саргина (журнал «Шахматы и шашки в рабочем клубе», № 4, с.12и 13), опираясь на который («пять лет тому назад») историки стали считать годом его смерти  1921-й. Обнаруживший ошибку Давид Нудельман пишет: "Однако имеющийся в семье «Месяцеслов», в котором помесячно записаны даты рождения, замужества и женитьбы членов семьи и их смерти, есть запись, подтверждающая смерть Саргина в 1920-м году. Становится понятным, что статья Круталевича была сдвинута на пару месяцев и вместо размещения её в 1925 году, попала в 1926-й, причем редактор не откорректировал эту фразу и не исправил 5 на 6" (Нудельман, 2012, С.34).